# Obchodní a obytný dům Luxor

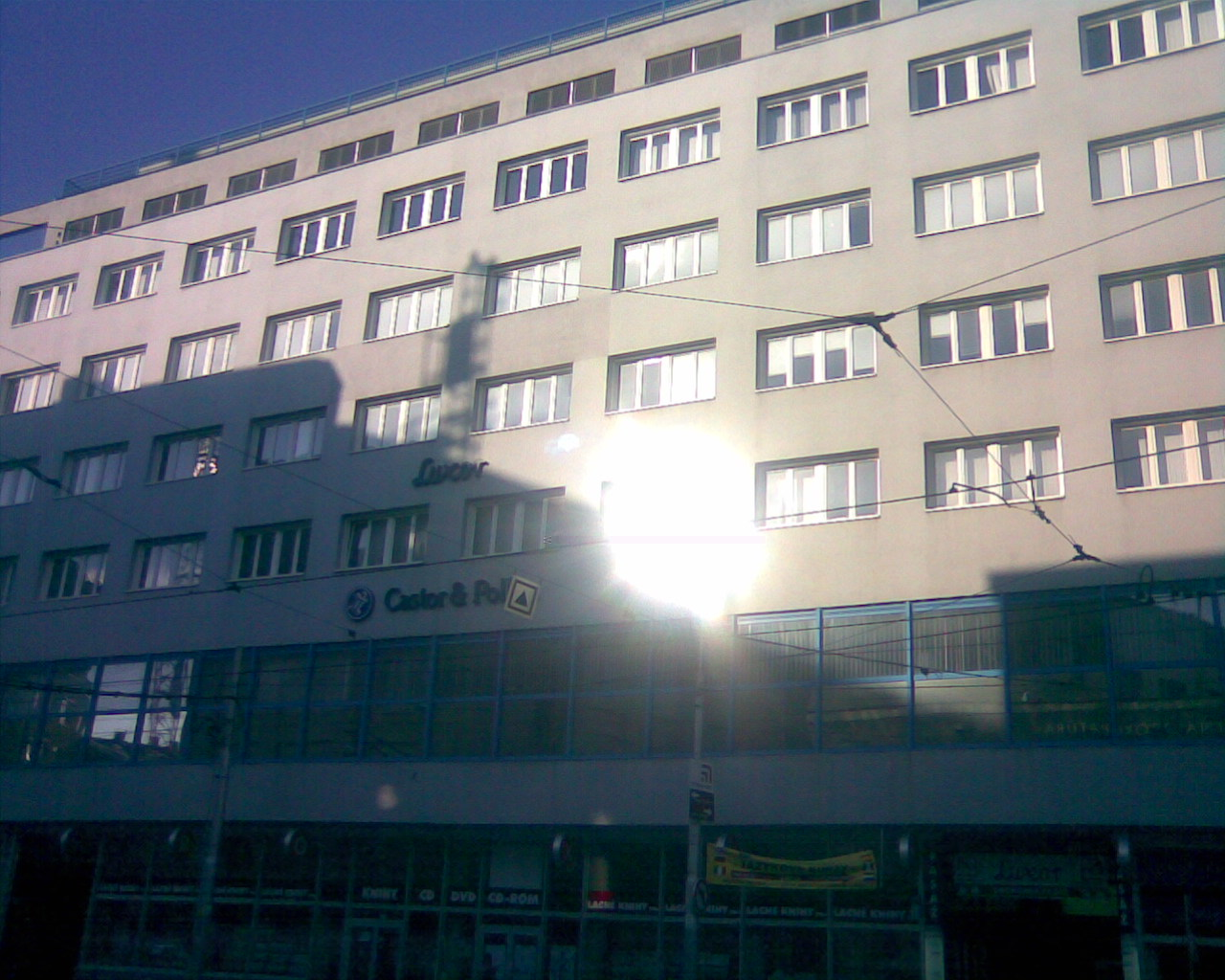
Obchodní a obytný dům Luxor

Obchodní a obytný dům Luxor (slovensky Obchodný a obytný dom Luxor) je polyfunkční budova s moderní funkcionalistickou fasádou s obchody, restaurací, administrativou v nižších podlažích a byty v horních patrech. Nachází se v Bratislavě na Štúrově ulici 1-3. Autorem je brněnský architekt Jan Víšek.

## Historie
Budova byla vybudována v roce 1939. V roce 1937 se uskutečnila architektonická soutěž, v letech 1937 až 1939 probíhala realizace stavby. Zájem na vybudování rozsáhlé stavby měla tehdejší pojišťovna UNION, která do druhého patra budovy umístila své kanceláře. V přízemí stavby se pak nacházela vyhlášená kavárna.
V roce 1998 byl objekt Luxor zrekonstruován podle architekta Jana Bahna a jedna z pasáží spolu s prvním patrem byla propojena se sousední budovou spořitelny.

## Poloha
Budova je situována v těsné blízkosti bývalé Městské spořitelny od architekta Juraje Tvarožka. Právě tyto dvě budovy určily obrysy jižního okraje Náměstí SNP v Bratislavě, které se mělo stát novodobým centrem města. Tento spíše okrajový městský prostor se v průběhu třicátých let změnil na výkladní skříň největšího slovenského města. Své stavební představy zde začali přetvářet ve skutečnost nejvlivnější stavebníci města.

## Dispozice
Půdorys vychází z pravoúhlého konstrukčního systému na úzkém pozemku ve tvaru trojúhelníku. Zasklený parter s obchodními provozovnami mírně ustupuje za uliční čáru. Přibližně v jedné třetině z obou stran průčelí jsou umístěny slepé pasáže. Patro s průběžným pásovým oknem sloužilo oblíbené restauraci Luxor. V dalších čtyřech podlažích byly kanceláře a byty s podélnými okny v jednoduchém rytmu.
Architekt Jan Víšek zpočátku vycházel z inspirace kubismem a z děl Auguste Perretta ale po příjezdu do Brna v roce 1924 se obrátil k funkcionalismu s úspornými výrazovými prostředky, což se projevilo i na fasádě komplexu Luxor. Původní funkcionalistická fasáda byla později obložena plochým zavěšeným pláštěm Hunter-Douglas.